# Bohdan Ulihrach
Bohdan Ulihrach (ur. 23 lutego 1975 w Kolínie) – czeski tenisista, reprezentant w Pucharze Davisa.

## Kariera tenisowa
Karierę tenisową Czech rozpoczął w roku 1993, natomiast zakończył w 2009.
W swoim dorobku ma 3 wygrane turnieje rangi ATP World Tour w grze pojedynczej. Ponadto Ulihrach był finalistą 6 singlowych finałów, w tym rozgrywek ATP Masters Series w Indian Wells.
W latach 1995, 1998–2003 reprezentował Czechy w Pucharze Davisa. Rozegrał przez ten okres 17 pojedynków singlowych, z których 11 wygrał.
W rankingu gry pojedynczej Bolelli najwyżej był na 22. miejscu (5 maja 1997), a w klasyfikacji gry podwójnej na 286. pozycji (26 lipca 2004).

### Finały w turniejach ATP World Tour
| Legenda                                      |
| -------------------------------------------- |
| Wielki Szlem                                 |
| Igrzyska olimpijskie                         |
| Tennis Masters Cup / ATP Finals              |
| ATP Masters Series / ATP Tour Masters 1000   |
| ATP International Series Gold / ATP Tour 500 |
| ATP International Series / ATP Tour 250      |

#### Gra pojedyncza (3–6)
| Końcowy wynik | Nr | Data             | Turniej      | Nawierzchnia | Przeciwnik            | Wynik finału       |
| ------------- | -- | ---------------- | ------------ | ------------ | --------------------- | ------------------ |
| Finalista     | 1. | 25 czerwca 1995  | St. Pölten   | Ceglana      | Thomas Muster         | 3:6, 6:3, 1:6      |
| Zwycięzca     | 1. | 6 sierpnia 1995  | Praga        | Ceglana      | Javier Sánchez        | 6:2, 6:2           |
| Zwycięzca     | 2. | 5 listopada 1995 | Montevideo   | Ceglana      | Alberto Berasategui   | 6:2, 6:3           |
| Finalista     | 2. | 5 maja 1996      | Praga        | Ceglana      | Jewgienij Kafielnikow | 5:7, 6:1, 3:6      |
| Finalista     | 3. | 16 marca 1997    | Indian Wells | Twarda       | Michael Chang         | 6:4, 3:6, 4:6, 3:6 |
| Finalista     | 4. | 4 maja 1997      | Praga        | Ceglana      | Cédric Pioline        | 2:6, 7:5, 6:7      |
| Zwycięzca     | 3. | 2 sierpnia 1998  | Umag         | Ceglana      | Magnus Norman         | 6:3, 7:6(0)        |
| Finalista     | 5. | 7 stycznia 2001  | Doha         | Twarda       | Marcelo Ríos          | 3:6, 6:2, 3:6      |
| Finalista     | 6. | 15 lipca 2001    | Båstad       | Ceglana      | Andrea Gaudenzi       | 5:7, 3:6           |